# Platycyamus (plante)
Genre
Platycyamus est un genre de plantes à fleurs dicotylédones de la famille des Fabaceae, sous-famille des Faboideae, qui comprend deux espèces acceptées. Ce sont des arbres originaires d'Amérique du Sud.

## Liste d'espèces
Selon The Plant List (22 novembre 2018) :
- Platycyamus regnellii Benth.
- Platycyamus ulei Harms